# Equivalentiepunt

Een titratie met bijbehorende titratiecurve. Het rode punt is het equivalentiepunt, de x-as geeft het toegevoegde volume weer en de y-as duidt de pH-waarde van het titratiemengsel aan.

Het equivalentiepunt of stoichiometrisch punt is bij een chemische titratie het punt waarop de hoeveelheid titrant die is toegevoegd aan een monster precies heeft kunnen reageren met de hoeveelheid te bepalen stof (ook analiet genoemd) in dat monster. Op dat punt heeft alle analiet gereageerd met titrant, maar is er nog geen titrant extra toegevoegd. Dit equivalentiepunt is in een titratiecurve zichtbaar als een buigpunt.
In de algemene reactie
{\displaystyle a\ \mathrm {A} +b\ \mathrm {B} \rightarrow c\ \mathrm {C} +d\ \mathrm {D} }
wordt het equivalentiepunt bereikt wanneer er precies zoveel A aan B toegevoegd is (of omgekeerd) dat geldt:
{\displaystyle {\frac {n_{\mathrm {A,0} }}{a}}={\frac {n_{\mathrm {B,0} }}{b}}}
of ook
{\displaystyle {\frac {c_{\mathrm {A} }V_{\mathrm {A} }}{a}}={\frac {c_{\mathrm {B} }V_{\mathrm {B} }}{b}}}.
Een titratie kan meerdere equivalentiepunten bevatten. Dit gebeurt bijvoorbeeld als een monster meerdere componenten bevat, waarvan de tweede pas begint te reageren met de titrant nadat de eerste geheel of bijna geheel heeft gereageerd.  Ook meerbasische zuren, (zoals fosforzuur of zwavelzuur) waarvan de tweede stap duidelijk zwakker is dan de eerste (en/of de derde stap duidelijk zwakker dan de tweede), kunnen in hun titratie meerdere equivalentiepunten laten zien. De tweede of derde equivalentiepunten zijn echter vaak nauwelijks tot niet zichtbaar, zodat zij met bepaalde methoden (zoals de methode van Gran) moeten worden vastgesteld.
Het equivalentiepunt kan op meerdere manieren worden vastgesteld, zoals met een pH-indicator, een potentiometer of via UV/VIS-spectroscopie.